# Uwe (Schiff, 1914)
Die Uwe war ein Binnenschiff, dessen Heck seit 1976 als Wrack in der Elbe vor Hamburg-Blankenese liegt. Es ist wegen seiner Nähe zum Ufer ein bekanntes Fotomotiv.

## Geschichte
Das Schiff wurde vom Berliner Lloyd AG, Hamburg, bei der Gebrüder Wiemann-Werft in Brandenburg an der Havel bestellt und 1914 als Baunummer 180 auf Kiel gelegt. Im selben Jahr wurde es auf den Namen Fürstenberg getauft und in Dienst gestellt. Nach mehreren Eignerwechseln wurde es 1973 von Günther Kroll übernommen und auf den Namen Uwe getauft.
Eigner
- 1914–1917: Berliner Lloyd AG, Hamburg
- 1917–1971: Schlesische Dampfer-Compagnie (SDC), Hamburg
- 1971–1973: Westfälische Transport-Actien-Gesellschaft (WTAG), Dortmund
- 1973–1975: Günther Kroll, Hamburg

## Havarie auf der Elbe
Das Binnenschiff Uwe fuhr am 19. Dezember 1975 mit einer Ladung Kupferschlacke elbabwärts. Es herrschte dichter Nebel, als es von dem Frachtschiff Wiedau überholt wurde. Um 17:03 Uhr tauchte das entgegenkommende Frachtschiff Mieczyslaw Kalinowski auf der Höhe von Wittenbergen aus dem Nebel auf und rammte die Wiedau am Vorschiff. Die Wiedau drehte durch den Stoß nach Steuerbord in den Kurs der Uwe und durchtrennte das Binnenschiff in zwei Hälften. Der Schiffsführer konnte sich mit einem Sprung in die Elbe retten. Die Wiedau kenterte. Bis auf ein Besatzungsmitglied, das auf der Back eingeklemmt wurde und ertrank, konnten sich 16 Besatzungsangehörige der Wiedau retten. Sie schwammen ans nahe Ufer von Blankenese, wo sie von den Einwohnern versorgt wurden. An der Mieczyslaw Kalinowski entstand nur ein geringfügiger Schaden.
Die Uwe wurde vom Bergungsunternehmen Harmstorf geborgen und verschrottet. Das Heck erwies sich als zu schwer und wurde zur weiteren Verwertung auf den Strand des Betriebsgeländes gezogen, wo es dann verblieb, nachdem die Stadt Hamburg das Gelände gekauft hatte. Die Position des Wracks ist: 53° 33′ 33″ N, 9° 47′ 18″ O.

## Heute
Das Wrack wird als Attraktion für Geotourismus auf der Website der Stadt Hamburg aufgelistet.